# Gabibbo
Il Gabibbo è un personaggio televisivo italiano ideato da Antonio Ricci, partecipante ai programmi televisivi quali Striscia la notizia, Veline, Velone, Cultura moderna e Paperissima Sprint. In quest'ultima trasmissione è anche conduttore.

## Etimologia
Gabibbo, o gabubbo (pron. [ɡaˈbibu]), è una parola genovese ed era il titolo che i marinai genovesi davano agli scaricatori del porto di Massaua (Eritrea), chiamati così perché un nome proprio diffuso in quel luogo era Habib (حَبيبْ) che significa Amato. Divenne in seguito un termine ironico-dispregiativo, usato per indicare coloro che vivono in Liguria ma non ne sono originari, in particolare durante gli anni della forte immigrazione proveniente dal sud Italia, quando venne impiegato per indicare i meridionali. Viene considerato come una versione "ligure" del termine "terrone", maggiormente impiegato in altre zone del settentrione, ad esempio a Milano. Così la guida francese Le Petit Futé Gênes: Ligurie:
Il termine nasce dopo la metà del 1800, quando l'armatore genovese Raffaele Rubattino acquistò per 15000 talleri la Baia di Assab in Eritrea (1869) e vi pose la base dei suoi commerci nel Mar Rosso. "Cabibbo" o "cabibo" è similmente usato nei dialetti giuliani (triestino, bisiaco), e veneziano, nei quali la parola "terrone" è invece rimasta virtualmente sconosciuta fino alla sua diffusione televisiva (cfr. dizionari del dialetto triestino e bisiaco): anche qui è stata la vocazione marinara dei triestini a veicolare il termine. Un analogo processo linguistico si è verificato nello slang usato in Inghilterra (altra potenza navale), dove in alcuni ambienti habib viene usato per indicare una persona dall'aspetto mediorientale. Esiste anche una leggenda, secondo cui verso l'anno 500, sarebbero arrivati alla grande curva del fiume Niger (Centrafrica) dei principi berberi che avrebbero liberato la regione dal terrore causato da un pesce feticcio, che i pescatori usavano per estorcere tributi ai coltivatori circostanti, chiamati gabibi.

## Caratteristiche

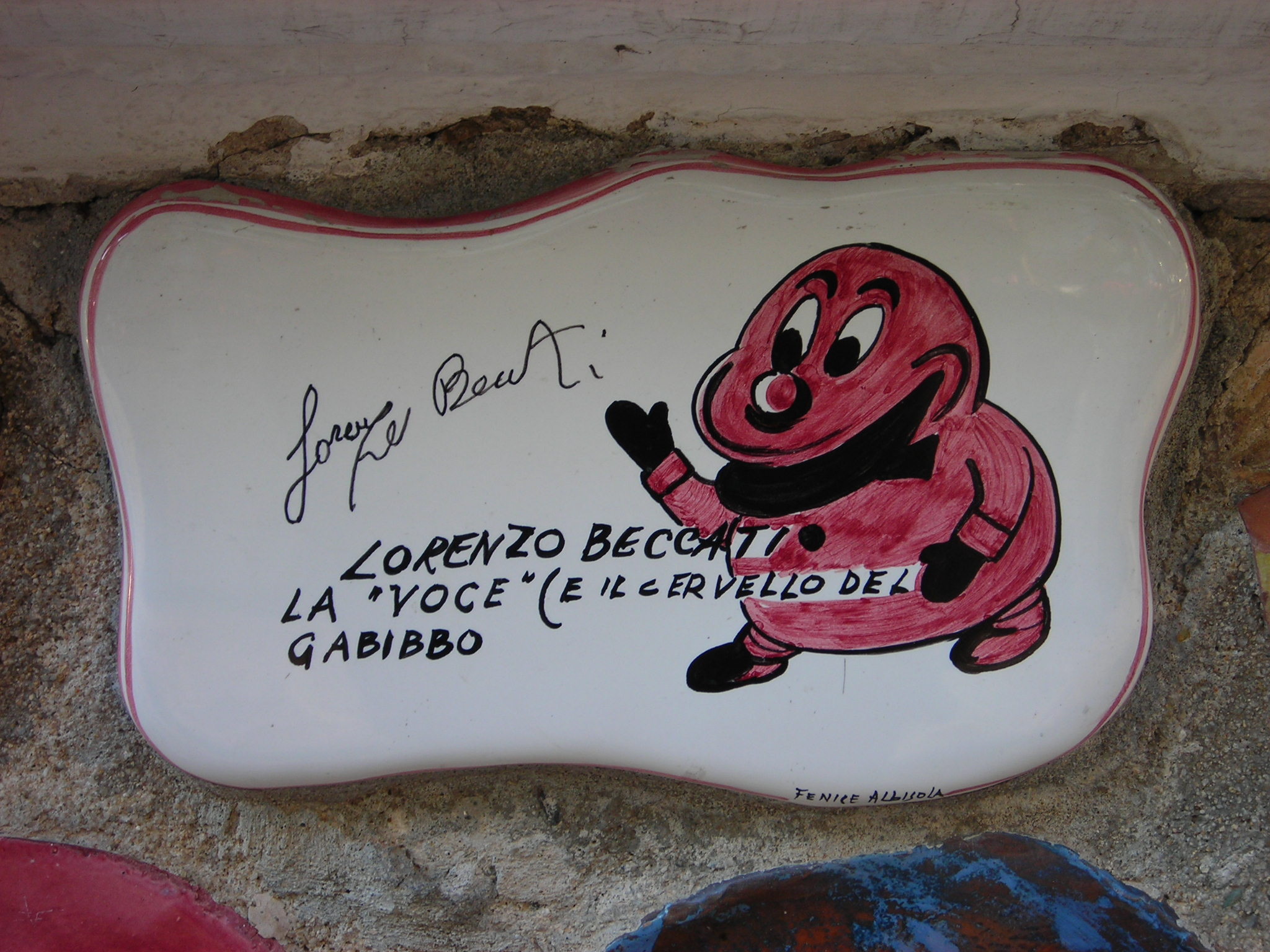
La piastrella del muretto di Alassio autografata da Lorenzo Beccati, voce del Gabibbo

È un pupazzo che raffigura una creatura antropomorfa calva, completamente rosso, con gli occhi bianchi, naso tondo appena visibile e la bocca molto larga (nera all'interno). Solitamente compare in costume, quando non è travestito è caratterizzato da un abbigliamento molto minimale (cosiddetta falsa camicia, papillon e polsini con gemelli), se non addirittura del tutto assente come ai tempi del suo esordio. Il personaggio è ligure e ciò è evidente dal fatto che il suo modo di esprimersi è caratterizzato da un forte accento genovese, da numerosi riferimenti allo stereotipo del genovese avaro e dall'uso di molti termini in lingua ligure (per esempio balette, belandi, besugo, figgeu, mea, nescio, rumenta, palanche e simili).
Il personaggio del Gabibbo, nato inizialmente come provocatore, nel corso degli anni si è trasformato in difensore dei cittadini. Appare per la prima volta il 1º ottobre 1990 a Striscia la notizia di Antonio Ricci, dove viene rappresentato come "inviato" incaricato di raccogliere informazioni su situazioni ingiuste o scandalose denunciate dai telespettatori della trasmissione. Il servizio per le segnalazioni di Striscia la notizia, infatti, da molti anni ha acquisito il nome S.O.S. Gabibbo. In riferimento a questa attività di giustiziere, viene spesso soprannominato vendicatore rosso oppure Robin Hood di peluche.
Parallelamente a questa immagine di raddrizzatore di torti, il Gabibbo è ampiamente utilizzato anche in altre trasmissioni. Il Gabibbo stesso è ormai un personaggio, infatti appare spesso anche in altre trasmissioni di Antonio Ricci come conduttore.
A partire dal 1990 conduce il programma Paperissima Sprint affiancato di volta in volta da presenze femminili come Serena Grandi, Miriana Trevisan, Michelle Hunziker, Roberta Lanfranchi, Éva Henger, Edelfa Chiara Masciotta, Juliana Moreira, Giorgia Palmas, Maddalena Corvaglia.
Nei primi anni novanta è inoltre il conduttore di Mondo Gabibbo e Natale in casa Gabibbo.
Nell'estate 1996 conduce lo show Estatissima Sprint, poi riproposto con una seconda edizione nel 2000.
Nell'estate 1998 partecipa al programma dedicato ai dieci anni di Striscia la notizia intitolato Doppio lustro.
A partire dal 2002 partecipa come co-conduttore ai programmi Veline, Velone e Cultura moderna.
In alcune occasioni è stato conduttore anche di Striscia la notizia (per sostituzioni lampo di alcuni conduttori).
Il Gabibbo canta e anima i balli di diverse canzoni che sono state sigle di Striscia e di altre trasmissioni, come per esempio My Name Is Gabibbo e Ti spacco la faccia. Il doppiatore del pupazzo è lo scrittore Lorenzo Beccati, mentre la voce cantata è di Antonio Ricci.
Ha anche avuto camei al cinema, apparendo nel film Cucciolo del 1998 e in Al momento giusto del 2000.
Il Gabibbo è stato animato dal mimo Gero Caldarelli dal suo debutto nel 1990 fino al 2017, anno della scomparsa di Caldarelli; da tale data, il ruolo di animatore del pupazzo rosso è passato al mimo Rocco Gaudimonte, che era stato allievo di Caldarelli e lo aveva già sostituito alcune volte negli anni precedenti. A dare voce al Gabibbo, invece, è fin dal 1990 il doppiatore Lorenzo Beccati.
Intorno al suo personaggio è nato un vero e proprio mercato, che spazia dalla linea di oggetti per la scuola, ai gioielli "Mondo Gabibbo", sino ad arrivare ai costumi di Carnevale che lo raffigurano. Nella linea di prodotti "Gabibbo Family", creata dalla Mediaset assieme a Seven, appare anche un personaggio simile al Gabibbo ma di genere femminile, la Gabibba, rappresentata come moglie. Quest'ultima è presente anche nella trasmissione Mondo Gabibbo, in questo caso nel ruolo della cugina napoletana, e in alcune ospitate avvenute nel programma Paperissima e Striscia la Notizia. Questo personaggio, però, non era stato riproposto in un'altra occasione e il pupazzo rosso ha una vera passione per le belle donne. Sono infatti frequenti le gag e le battute in cui il pupazzo prova con scarso successo a ingraziarsi le veline o le sue partner di lavoro.
Negli ultimi tempi appare a Striscia la notizia durante i messaggi promozionali in versione "disegno animato in grafica 3d" e in versione pupazzo durante la sigla finale.
Il Gabibbo è anche l'unico pupazzo ad aver vinto il Telegatto. Nel 1991 viene infatti premiato come personaggio rivelazione dell'anno e di lui sono state vendute diverse copie in miniatura in tutti i negozi di giocattoli. C'erano quelle originali prodotte dalla Giochi Preziosi e le cosiddette "false copie", che differivano dall'originale per la bocca chiusa ermeticamente e le due gambe unite. L'azienda produttrice "Giochi Preziosi" ne ha creato diverse versioni incluse nella linea ludica "Versacchiosi" (testine di plastica che premuti emettevano versi quali pernacchie, urla o altri versi; già un anno prima, oltre a queste versioni classiche ne erano state create di speciali a forma di Tartarughe ninja), che emettevano frasi e terminologie tipiche del pupazzo come "besugo d'un besugo", "mea mi sei simpatico", "ti spacco la faccia" e "macaco perdibraghe". Un anno dopo, il pupazzo fu venduto anche in versione parlante. Tra la fine degli anni '90 e l'inizio degli anni 2000, vengono cambiate le battute del pupazzo, oltre all'attuale "ti spacco la faccia" come "ciao, besugo", "rantegoso" ed "è una vergogna".

## Causa con la Western Kentucky University

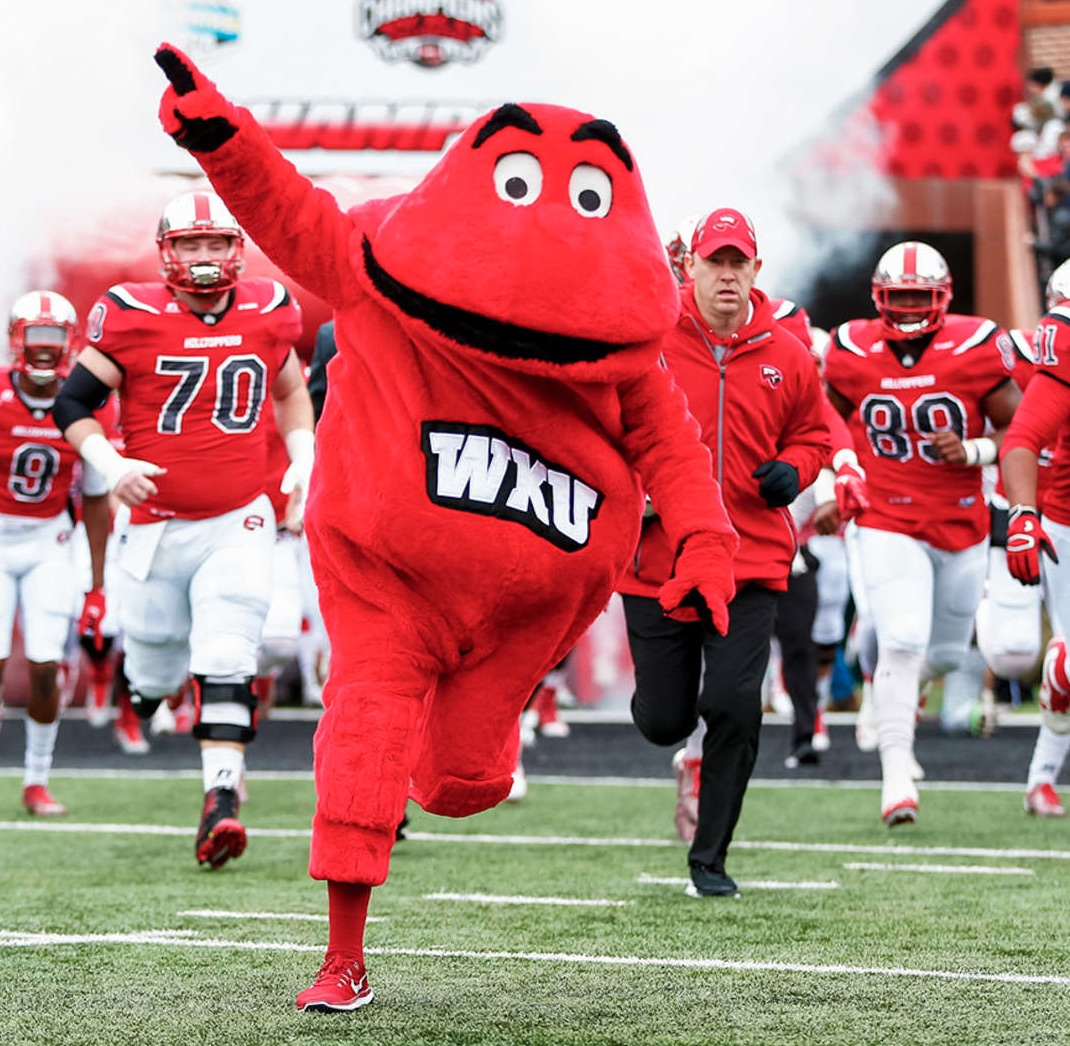
Big Red, mascotte della Western Kentucky University creato nel 1979, undici anni prima dell'esordio del Gabibbo

Nel 2003 la Adfra (società, poi fallita, di Gianfranco Strocchi, titolare del brevetto dell'antifurto Bullock, su cui Striscia la notizia aveva realizzato alcuni servizi di raccolta di denunce di difettoso funzionamento), in qualità di titolare dei diritti di sfruttamento in Italia di Big Red, mascotte della Western Kentucky University, ha instaurato un contenzioso – a cui hanno poi preso parte anche la stessa Western Kentucky University, il suo licenziatario statunitense e Ralph Carey, presentato come ideatore del Big Red – per far accertare che il Gabibbo costituisse un plagio del Big Red e al fine di conseguire un ingentissimo risarcimento per lesione del diritto di sfruttamento patrimoniale del Big Red.
Il contenzioso è stato definito dalla Corte di cassazione nel 2017 col rigetto dell'accusa di plagio e con la condanna al rimborso delle spese legali sostenute dai destinatari di quell'iniziativa giudicata infondata. In particolare, con quella sentenza si è formato il giudicato non solo sul fatto che il Gabibbo non costituisca un plagio del Big Red ma, a monte, sul fatto che il Big Red non raggiunga livelli di creatività tali da poter essere considerato un'opera dell'ingegno oggetto di diritto d'autore.
Nel frattempo, il solo Ralph Carey aveva instaurato un nuovo contenzioso al fine di conseguire un risarcimento per lesione del proprio diritto non patrimoniale ad essere riconosciuto l’ideatore del Big Red. In data 15 maggio 2021 questo nuovo contenzioso è stato però dichiarato estinto con la condanna di Ralph Carey al rimborso delle spese legali nei confronti di tutte le controparti. Peraltro, poiché nel corso di esso era emerso che il documento che Ralph Carey aveva depositato per dimostrare la propria paternità sul Big Red era diverso dall'originale presente negli archivi della Western Kentucky University, Ralph Carey è stato querelato per falso sia in sede civile che in sede penale. La Procura della Repubblica di Milano, nell'ottobre del 2020, ha esercitato l’azione penale nei confronti di Ralph Carey, contestandogli il reato di falso materiale in atto pubblico per avere contraffatto quel documento.

## Televisione
- Striscia la notizia (Canale 5, dal 1990)
- Striscia 90...la notizia canta (Canale 5, 1990)
- Paperissima Sprint (Italia 1, 1990, dal 2025; Canale 5, 1995, 1997, 1999, 2001, 2005, 2007-2009, 2011-2025)[5]
- Paperissima (Canale 5, 1991-1992) nel ruolo di Fra Gabibbo nella cameo di Robin Hood
- Casa Gabibbo (Italia 1, 1990-1991)
- Cinema Gabibbo (Italia 1, 1991)
- Mondo Gabibbo (Italia 1, 1991-1992)
- Doppio lustro (Canale 5, 1998)
- Striscina la notizina (Canale 5, 1999-2006, 2012-2024)
- Allegria! (Canale 5, 1999-2000) valletto
- Veline (Canale 5, 2002, 2004, 2008, 2012)[5]
- Velone (Canale 5, 2003, 2010)[5]
- Cultura moderna (Canale 5, 2006, 2007)[5]
- Cultura moderna Slurp (Canale 5, 2007)
- Paperissima al circo (Canale 5, 2007)
- Capodanno con Paperissima (Canale 5, 2007)
- Paperissima Pan (Canale 5, 2008)
- Striscia la domenica (Canale 5, 2009-2013)

## Cinema
- Cucciolo, regia di Neri Parenti (1998)
- Capitan Basilico 2 - I Fantastici 4+4, regia di Massimo Morini (2011)

## Discografia
Il Gabibbo ha cantato una serie di canzoni divenute spesso dei veri tormentoni e raccolte in diversi album. Di seguito è riportata la discografia completa.

### Album in studio
- 1991 – My Name Is Gabibbo (pubblicato da EMI Italiana come LP, CD e MC, con 8 tracce)[15]
- 1995 – Un attimino (pubblicato da Five come CD e MC, con 10 tracce)[16]
- 1996 – Fu Fu Dance (pubblicato da Five come CD e MC, con 10 tracce)[17]

### Singoli
- 1990 – Ti spacco la faccia (pubblicato da EMI Italiana come EP e MC)
- 1991 – Ma sei scemo!? (pubblicato da Five come EP)

### Raccolte
- 2008 – Veline - Striscia la Compilation (CD 2 - Le sigle storiche del Gabibbo)
- 2024 – Le Hit del Gabibbo (LP a tiratura limitata di 200 copie e raccolta digitale)

Tutti i CD della serie Striscia la Compilation e anche altre compilation, come Veline Velone del 2003 e Veline del 2004, hanno come bonus track le sigle dei suddetti programmi cantate dal Gabibbo.
L'unica sigla cantata dal Gabibbo che, fino ad oggi, non è mai stata ufficialmente pubblicata in alcun formato, è Panzadesgrazia (anche se in alcuni siti web compare nella tracklist di Veline - Striscia la Compilation, pur non essendo presente), sigla di Striscia la notizia del 1996-1997.